# Ursula Weber (Linguistin)
Ursula Weber (* 1940) ist eine deutsche Germanistin und Linguistin sowie Hochschullehrerin mit den Hauptarbeitsgebieten Spracherwerb, Instruktionsforschung, Diskursanalyse und Sprachsoziologie.

## Leben
Ursula Weber wurde während des Zweiten Weltkriegs geboren. Nach ihrem Schulbesuch studierte sie an der Technischen Universität Hannover, an deren Fakultät für Geistes- und Staatswissenschaften sie 1973 ihre Dissertation zum Thema Kognitive und kommunikative Aspekte der Ontogenese einer Instruktion ablegte.
Weber wurde zur Professorin an die Technische Universität Braunschweig berufen, wo sie am Seminar für Deutsche Sprache und Literatur und deren Didaktik lehrte.
Weber zog in die Gartenhofsiedlung im hannoverschen Stadtteil Marienwerder. Dort betätigte sie sich in ihrer Freizeit als Malerin, die dann gemeinsam mit anderen Künstlerinnen aus ihrer Nachbarschaft Ausstellungen beschickte.

## Schriften
- Kognitive und kommunikative Aspekte des Spracherwerbs. Dissertation 1973. Pädagogischer Verlag Schwann, Düsseldorf 1975, ISBN 3-590-14221-9.
- Farbe und Form. U. Weber, Braunschweig 1989, DNB 891310517.
- Bildende Kunst. Impressionen zwischen Tradition und Innovation. U. Weber, Braunschweig 2001, ISBN 3-92711-51-7.
- Kleine Geschichte der Sprachwissenschaft. Narr, Tübingen 2003, ISBN 3-8233-6033-7.